# Emidio Cappelli
Emidio Cappelli (San Demetrio ne' Vestini, 29 settembre 1806 – San Demetrio ne' Vestini, 15 marzo 1868) è stato un letterato, poeta e politico italiano.

## Biografia

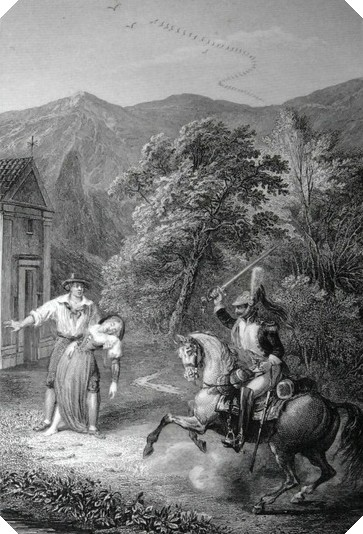
Incisione della novella La bella di Camarda (1857) di Emidio Cappelli; in vista sulla sinistra la chiesetta di Santa Maria Valleverde a Camarda

Nipote del marchese Orazio Antonio, poeta, diplomatico e ministro del Regno delle Due Sicilie, Emidio Cappelli studiò a Napoli, laureandosi in giurisprudenza. Nella città partenopea frequentò anche la scuola di Basilio Puoti, del quale fu discepolo assieme a Francesco de Sanctis. Quest'ultimo, del resto, ricorderà quei tempi, censendo il Cappelli fra i classicisti e commentandone un sonetto che conteneva «bei versi», seppur mal congegnati.
I suoi principali componimenti, sia in latino, sia in versi, risalgono agli anni trenta dell'Ottocento, epoca nella quale ha anche volgarizzato, assieme a Pier Angelo Fiorentino e Tommaso Gargallo, alcune epistole di Francesco Petrarca, quelle cioè inviate dall'umanista a Francesco Rinucci, all'Italia ed a Luchino Visconti. Questa sua versalità lo fece diventare socio di alcune fra le più prestigiose istituzioni culturali del tempo, quali l'Accademia dell'Arcadia e l'Accademia Pontaniana.
A Napoli conobbe anche Giacomo Leopardi, tanto che Antonio De Nino registrò alcuni aneddoti sulla vita del poeta di Recanati appresi proprio dal Cappelli. Tuttavia, nonostante l'amicizia, nel 1836 il letterato abruzzese attraverso una recensione, in cui lodava un canto di Saverio Baldacchini, accusò Leopardi, pur senza mai citarlo esplicitamente, di incitare i lettori all'odio, piuttosto che convogliarli verso un fine di amore fraterno. Fra gli anni trenta e quaranta girò l'Europa, visitando in particolare l'Inghilterra, la Germania e la Francia, nella cui capitale conobbe Carlo Botta, con il quale restò in amicizia.
Nel 1848, a seguito della costituzione data da Ferdinando II, fece parte del consiglio della pubblica istruzione e venne nominato nella Camera dei Pari. A parte questa parentesi non ebbe altri ruoli politici durante il Regno delle Due Sicilie, anche per il fatto che erano note le sue idee di stampo liberale. Si ritirò di conseguenza alla vita letteraria e, prima dell'Unificazione nazionale, diede alle stampe la sua opera più nota, una novella in rima, dal titolo La bella di Camarda. Pubblicata nel 1857 (e ristampata nel 1858), essa ottenne un buon successo, tanto da essere da più parti recensita. Come ha ricordato Benedetto Croce, il poema di Cappelli, ambientato a Camarda, aveva però come sfondo la Campagna di Russia.
Rientrato nell'agone politico dopo il 1860, sedette nel consiglio provinciale aquilano prima e nella Camera dei deputati poi. Venne eletto, infatti, nella VIII legislatura, sconfiggendo peraltro, nel proprio collegio elettorale, il generale Ferdinando Augusto Pinelli. A livello politico si interessò di agricoltura, in particolare occupandosi, al pari dei suoi figli, Raffaele e Antonio, che saranno entrambi senatori del Regno d'Italia, dei problemi del Tavoliere delle Puglie.

## Opere principali

### Canti e Sonetti
- Carmina, Sangiacomo, Napoli 1825.
- Il Risorgimento delle lettere toscane. Visione, Napoli 1830.
- A Maria Malibran per la sua recita di Giulietta e Romeo: canto, Tip. nella Pietà de' Turchini, Napoli 1834.
- In morte di Nicola Ciampitti: elegia, Napoli, Stamp. del Fibreno, Napoli 1835.
- Sonetto per le esequie di S.M. Maria Cristina di Savoia, Napoli 1836, su books.google.it.
- In morte di Vincenzo Bellini: canto, Tip. Pietà de' Turchini, Napoli 1836.
- Il cipresso: stanze, Iride, Napoli 1844.
- Per solennizzare la benedizione della riedificata chiesa sotto il titolo della Madonna De Raccomandati, Stamp. del Vaglio, Napoli 1853.
- Il piccolo mondo e le api: terza rima, Carabba, Lanciano 1898[10].
- Versi inediti, Teramo 1911[11].

### Diverse
- De mundi origine vetus Epicuri sententia,  Sangiacomo, Napoli 1825.
- Discorso pronunziato nella Camera dei Pari nella tornata del di 16 febbraio 1849, Napoli 1849.
- La bella di Camarda. Novella abruzzese, Stamp. dei classici latini, Napoli 1857 e Milano 1858
- Sul Tavoliere di Puglia, Tip. eredi Botta, Torino 1864, su books.google.it.
- Discorsi alla camera dei Pari, Roma 1911[12].